# Parsifal (pel·lícula de 1982)
Parsifal és una pel·lícula d'òpera franco-alemanya occidental del 1982 dirigida per Hans-Jürgen Syberberg, basada en l'òpera del mateix nom de Richard Wagner. Es va mostrar fora de competició al 35è Festival Internacional de Cinema de Canes.
La banda sonora és una interpretació completa de l'òpera, però les imatges utilitzades són una barreja que inclou vestuari medieval, titelles, relíquies nazis i una màscara mortuòria gegant de Wagner. El mateix Grial està representat pel Bayreuth Theatre de Wagner, i la transformació clau de Parsifal es representa amb un canvi d'actor a una forma andrògina però deliberadament suggeridora per aconseguir una unió d'homes i dones al final. de l'acte II.

## Repartiment
- Armin Jordan - Amfortas / Director musical
- Robert Lloyd - Gurnemanz
- Martin Sperr - Títol
- Michael Kutter - Parsifal 1
- Edith Clever - Kundry
- Thomas Fink - 2n escuder
- Rudolph Gabler - 1r Cavaller del Grial
- Monika Gärtner - 1r escuder
- Reiner Goldberg - Parsifal (veu)
- Aage Haugland - Klingsor
- Karin Krick - Parsifal 2
- David Luther - Jove Parsifal
- David Meyer - 3r escuder
- Yvonne Minton - Kundry (veu)
- Bruno Romani-Versteeg - 3r Cavaller del Grial
- Judith Schmidt - 4t escuder
- Wolfgang Schöne - Amfortas (veu)
- Amelie Syberberg - Portadora del Grial
- Urban von Klebelsberg - 2n Cavaller del Grial

## Producció
Abans de fer Parsifal, Hans-Jürgen Syberberg havia realitzat tres pel·lícules que tracten temàtiques d’òperes de Richard Wagner: Ludwig - Requiem für einen jungfräulichen König de 1972, Winifred Wagner und die Geschichte des Hauses Wahnfried von 1914-1975 de 1975 i Hitler, ein Film aus Deutschland de 1977. Winifred Wagner und die Geschichte des Hauses Wahnfried von 1914-1975 havia molestat els descendents de Wagner, que tenia l’efecte que Syberberg no va poder utilitzar cap gravació existent de l'òpera per a la banda sonora de Parsifal. En canvi, es va organitzar una producció específicament per a la pel·lícula, amb Armin Jordan com a director. La pel·lícula es va rodar íntegrament a l'estudi en 35 dies, al Bavaria Atelier de Munic. El pressupost era de poc més de tres milions de marcs alemanys.

## Recepció
John Rockwell de The New York Times' va escriure: "La versió cinematogràfica de Hans Jurgen Syberberg del drama musical de Richard Wagner, Parsifal, hauria de captivar tant els amants del cinema com els fans de Wagner. L'obra de Syberberg representa no sols el resum de la seva carrera fins ara, sinó que és una posada en escena tan apassionant, estranya i, al capdavall, devocionalment fidel com qualsevol òpera de Wagner ha rebut en els nostres temps". Rockwell va continuar: "Per què les innovacions escèniques del Sr. Syberberg no semblen tan inquietants com altres innovacions de direcció modernes: el Ring de Bayreuth de Patrice Chéreau, per exemple, és difícil d'explicar... [En] comptes de deixar-nos escapar de l'encanteri romàntic de la música, reforcen aquest encanteri. És com si l'atractiu hipnòtic de Wagner i l'alienació intel·lectualitzada de Brecht s'han unit d'alguna manera mística." Graham Bradshaw va escriure a London Review of Books: "Utilitzant tècniques de projecció frontal intel·ligents, [Syberberg] proporciona un comentari de fons ràpid sobre l'acció dramàtica principal: això de vegades és inventat i pertorbador, però més freqüentment suggereix els reflexos i els rebots d'una ment que participa activament amb Parsifal."